# إعصار ريوا
إعصار ريوا، هو إعصار مداري شديد، أثر على ست دول وتسبب في وفاة 22 شخصًا خلال رحلته التي استمرت 28 يومًا عبر جنوب المحيط الهادئ في ديسمبر 1993 ويناير 1994. تطور الإعصار "ريوا" من اضطراب استوائي في 28 ديسمبر جنوب ناورو. بعد التشكل تحرك "ريوا" جنوب غربًا عبر جزر سليمان وعبر خط الطول 160 شرقًا من حوض جنوب المحيط الهادئ إلى المنطقة الأسترالية. بدأت قوة الإعصار في الإزدياد بشكل مطرد وتحول جنوبًا موازيًا للساحل الشرقي الأسترالي حتى 31 ديسمبر. بلغ "ريوا" ذروته الأولية كإعصار استوائي من الفئة 4 في 2 يناير. حافظ على هذه الكثافة لمدة 12 ساعة تقريبًا قبل أن يؤدي زيادة القص الرياحي إلى إضعافه بحلول 3 يناير. تحول الإعصار جنوب شرقًا وعاد إلى حوض جنوب المحيط الهادئ في 4 يناير، قبل أن يمر فوق كاليدونيا الجديدة بين 5 و6 يناير. بعد أن ضرب كاليدونيا الجديدة، ضعفت قوة "ريوا" إلى منخفض استوائي وتحول نحو الشمال الغربي قبل أن يعود إلى حوض أستراليا في 10 يناير.
أظهر الإعصار على مدار الأيام التالية علامات استعادة قوته ونفذ حلقة إعصارية طويلة إلى الجنوب الشرقي من بابوا غينيا الجديدة. دخل "ريوا" بعد ذلك مرحلة من التكثيف السريع أثناء تقدمه نحو الجنوب الشرقي، وبلغ ذروته في الشدة كإعصار استوائي شديد من الفئة 5. ثم عاد إلى الانحناء نحو الجنوب الغربي بينما ضعف تدريجيًا لعدة أيام. وعلى الرغم من أن خبراء الأرصاد الجوية توقعوا أن يصل "ريوا" إلى اليابسة بالقرب من ماكاي، كوينزلاند، إلا أن الإعصار بدأ يتفاعل مع دوامة إعصارية في طبقة التروبوسفير العليا  في 18 يناير، مما تسبب في تحوله إلى الجنوب الشرقي والتحرك على طول ساحل كوينزلاند. تحول "ريوا" إلى إعصار خارج مداري في 20 يناير، حيث جلبت بقاياه أمطارًا غزيرة إلى نيوزيلندا بعد ثلاثة أيام.
تسبب الإعصار في وفاة 22 شخصًا أثناء مساره، مما أثر على أجزاء من جزر سليمان وبابوا غينيا الجديدة وشرق أستراليا وكاليدونيا الجديدة وفانواتو ونيوزيلندا. كما فُقد تسعة أشخاص كانوا على متن قارب موز في طريقهم إلى جزيرة روسل في ذروة العاصفة؛ ويُفترض أنهم غرقوا بعد أن ظهر حطام قاربهم في الجزيرة. وفي كوينزلاند توفي ثلاثة أشخاص في حوادث مرورية ناجمة عن العاصفة، ووقعت حالة وفاة أخرى عندما حوصر صبي في أنبوب عاصفة. ووقعت حالة وفاة واحدة في كاليدونيا الجديدة، بينما تسببت الفيضانات في غرق ثمانية أشخاص في بابوا غينيا الجديدة. وبسبب التأثيرات الشديدة التي أحدثها "ريوا" تم حذف الاسم.